# Јесења изложба УЛУС-а (1981)
Јесења изложба УЛУС-а (1981) је трајала од 3. до 23. децембра 1981. године. Одржана је у галеријском простору Удружења ликовних уметника Србије односно у Уметничком павиљону "Цвијета Зузорић" , у Београду.

## Излагачи

### Сликарство
1. Крста Андрејевић

1. Милун Анђелковић
2. Богдан Антонијевић
3. Милан Аничић
4. Миодраг Атанацковић
5. Селимир Барбуловић
6. Боса Беложански
7. Мирослава Богосављевић
8. Бошко Вукашиновић
9. Слободан Вукдраговић
10. Мирјана Вукмировић Пачов
11. Ђорђе Голубовић
12. Александар Грбић
13. Амалија Ђаконовић
14. Ђорђе Ђорђевић
15. Даринка Ђорђевић
16. Петар Ђурђевић
17. Слободан Ђуричковић Ћако
18. Татјана Ђуричковић Јерот
19. Душан Мишковић
20. Миша Младеновић
21. Сретен Млинаревић
22. Драгослав Момчиловић
23. Марклен Мосијенко
24. Зоран Настић
25. Јелка Нешковић Думовић
26. Мирјана Николић Пећинар
27. Лепосава Ст. Павловић
28. Радивоје Павловић
29. Јован Пантић
30. Стојан Пачов
31. Драгић Петровић
32. Драга Петровић
33. Милица Петровић
34. Томислав Петровић
35. Божидар Плазинић
36. Милорад Пешић
37. Гордана Поповић
38. Мирко Почуча
39. Божидар Продановић
40. Божидар Раднић
41. Радмила Радојевић
42. Владанка Рашић
43. Рајко Самарђија
44. Мирослав Стевановић
45. Слободан Стефановић
46. Мило Стојковић
47. Ана Танић
48. Вјекослав Ћетковић
49. Милорад Ћирић
50. Бранко Цветковић
51. Хелена Шипек

### Вајарство
1. Милан Бесарабић
2. Станислав Гранић
3. Стеван Дукић
4. Драгољуб Ђокић
5. Љубица Злоковић Вујисић
6. Даница Кокановић Младеновић
7. Милан Марковић
8. Олга Милић
9. Мирослав Николић
10. Мирослав Протић
11. Дринка Радовановић
12. Слободан Стојановић
13. Милорад Ступовски
14. Јосиф Хрдличка

### Графика и цртеж
1. Емило Костић
2. Милан Мартиновић
3. Велимир Матејић
4. Љубица Радовић
5. Љиљана Стојановић
6. Миодраг Стојановић